# Sigma-Aldrich
Sigma-Aldrich — компанія по виробництву і продажу хімічних реагентів, сполук, матеріалів, обладнання. Входить в індекс NASDAQ-100. Штаб квартира розташована в Міссурі, США.
Хімічні та біохімічні продукти компанії використовуються в наукових дослідженнях, біотехнологічних та фармацевтичних розробках та ін. Sigma-Aldrich пропонує більш ніж 167 000 хімічних продуктів (50 000 з яких виробляє) і 45 000 одиниць обладнання і постачає свої продукти в більш ніж 150 країн світу. В компанії зайняті близько 9 000 працівників та є представництва у 40 країнах.
Продовжує офіційно випускати особливо чистий героїн для дослідницьких цілей. Видає журнал Aldrichimica Acta.